# Perutjockfot
Perutjockfot (Hesperoburhinus superciliaris) är en sydamerikansk fågel i familjen tjockfotar inom ordningen vadarfåglar.

## Utseende
Perutjockfoten är en medelstor fågel med en kroppslängd på 40 centimeter. Fjäderdräkten är brungrå med bruna streck och fläckar. Undersidan är vit och benen långa och gula. Genom ögat syns ett vitt streck med svart övre kant. Den relativt korta näbben har en svart spets.

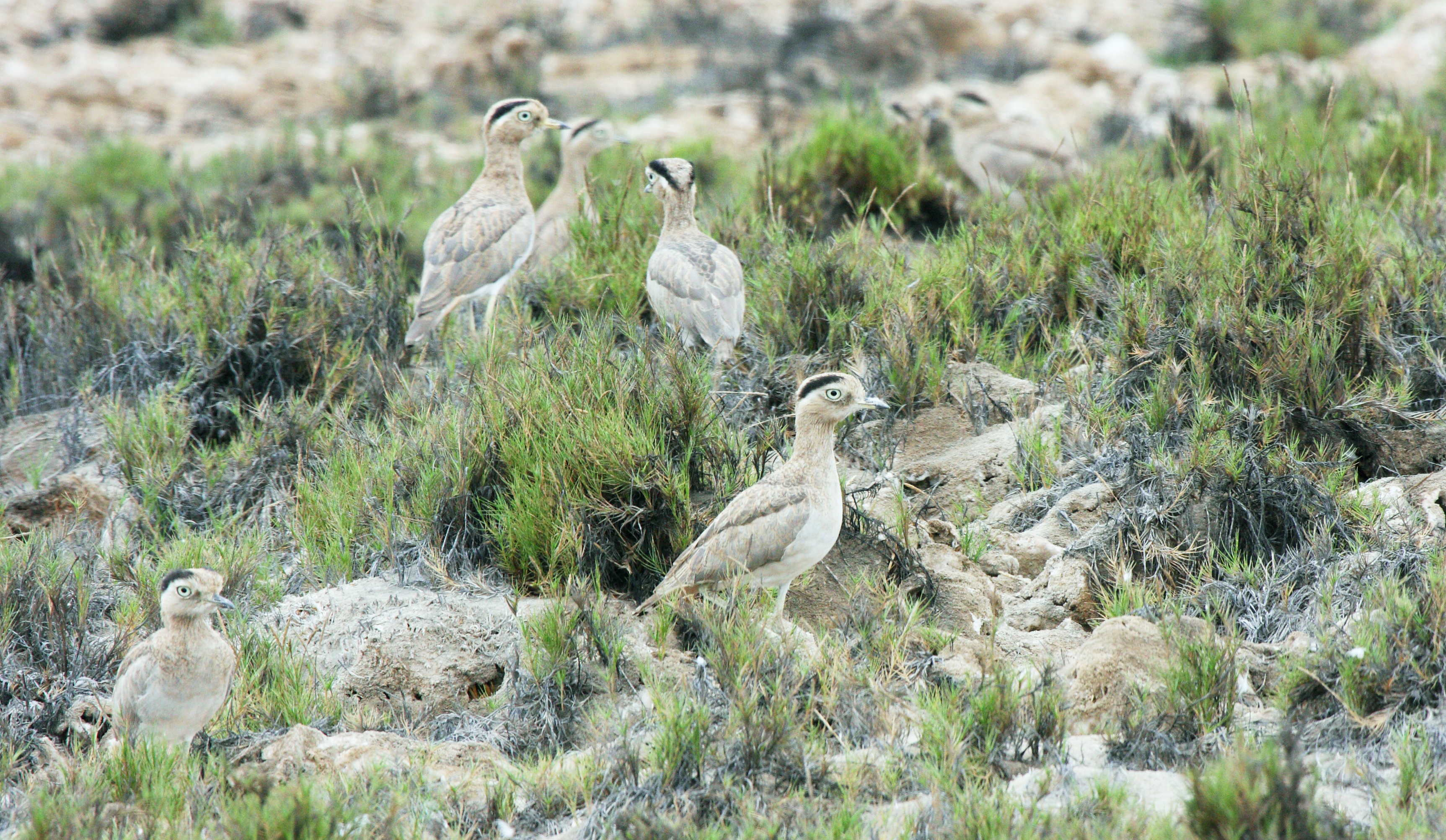

## Läten
Liksom andra tjockfotar hörs den nattetid och är då ljudlig. Även ett tjattrande, ylande läte hörs som resulterat i dess ljudhärmande namn på spanska, Huerequeqeue".

## Utbredning och systematik
Perutjockfoten återfinns på en smal kuststräcka mellan Stilla havet och Anderna, från södra Ecuador till norra Chile. Den behandlas som monotypisk, det vill säga att den inte delas in i några underarter.

### Släktestillhörighet
Perutjockfot och dess systerart amerikansk tjockfot placeras traditionellt i släktet Burhinus. Genetiska studier från 2022 visar dock att de är mycket avlägset släkt. De har därför lyfts ur och placerats i det egna för ändamålet nybeskrivna släktet Hesperoburhinus.

## Levnadssätt
Perutjockfoten hittas i halvöken, jordbruksområden, torr betesmark eller bevuxna floddalar. Framför allt ses den ofta i sädesfält som alfalfa och majs.
Fågeln är mestadels aktiv nattetid. Födan är inte känd, men den födosöker på marken, troligen efter insekter, små ödlor och andra djur. Dagtid är den svår att få syn på när den vilar helt orörlig och kamouflerad mot bakgrunden.

### Häckning
Rätt lite är känt om dess häckningsbeteende men ett bo med två ägg har hittats i juni i Cerros de Naupe (en låg bergskedja i Peru) utmed en torr sluttning sparsamt bevuxen med buskage och kaktus. Boet var en uppskrapad grop i marken och äggen gräddfärgade med fläckar. En förälder ruvade medan den andra stod i skuggan några meter bort.

## Status och hot
Arten är endast fläckvist utbredd och beståndet är litet, uppskattat till mellan 2700 och 3600 adulta individer. Den tros också minska, troligen på grund av habitatförlust och degradering, möjligen också av fångst för vidare försäljning. Sedan 2024 är den upptagen på internationella naturvårdsunionen IUCN:s röda lista för utrotningshotade arter, placerad i kategorin sårbar.